# Al-Fursan
Al-Fursan (arab. الفرسان) – wieś w Syrii, w muhafazie Aleppo. W 2004 roku liczyła 565 mieszkańców.